# Alpatláhuac
Alpatláhuac è una municipalità dello stato di Veracruz, nel Messico centrale, il cui capoluogo è la località omonima.
Conta 10.189 abitanti (2015) e ha una estensione di 71.03 km². 	 		
Il significato del nome della località in lingua nahuatl è luogo dove l'acqua si allarga.